# Cromviskontita
La cromviskontita és un mineral de la classe dels sulfats.

## Característiques
La cromviskontita és un selenat de fórmula química Pb₅Cu₂(CrO₄)₃(SeO₃)(OH)₆. Va ser aprovada com a espècie vàlida per l'Associació Mineralògica Internacional en el mes de juliol de l'any 2024, i encara resta pendent de publicació. Cristal·litza en el sistema ortoròmbic.
L'exemplar que va servir per a determinar l'espècie, el que es coneix com a material tipus, es troba conservat a les col·leccions del Museu Mineralògic Fersmann, de l'Acadèmia de Ciències de Rússia, a Moscou (Rússia), amb el número de registre: 6122/1.

## Formació i jaciments
Va ser descoberta al camp de paleofumaroles occidental de la muntanya 1004, situada al volcà Tolbàtxik, dins el Districte Federal de l'Extrem Orient (Rússia), sent aquest indret l'únic de tot el planeta on ha estat descrita aquesta espècie mineral.